# خاویر دابلمونت
خاویر دابلمونت (انگلیسی: Xavier Dablemont؛ زادهٔ ۱۰ ژوئن ۱۹۷۵) بازیکن فوتبال اهل فرانسه است.
از باشگاه‌هایی که در آن بازی کرده‌است می‌توان به باشگاه فوتبال لانس، باشگاه فوتبال لو مان، و باشگاه فوتبال لوریان اشاره کرد.